# يوب أفي

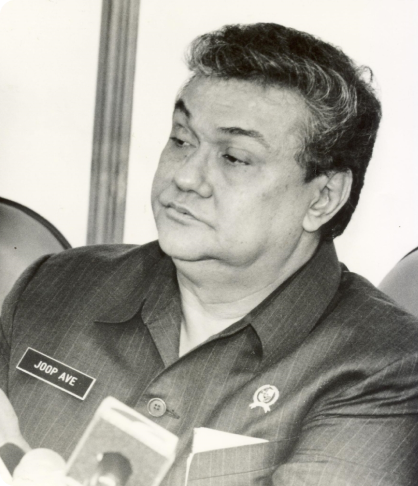

يوب أفي (بالإندونيسية: Joop Ave)‏ هو موظف مدني إندونيسي، ولد في 5 ديسمبر 1934 في يوغياكارتا في إندونيسيا، وتوفي في 5 فبراير 2014 في سنغافورة.